# Bờ

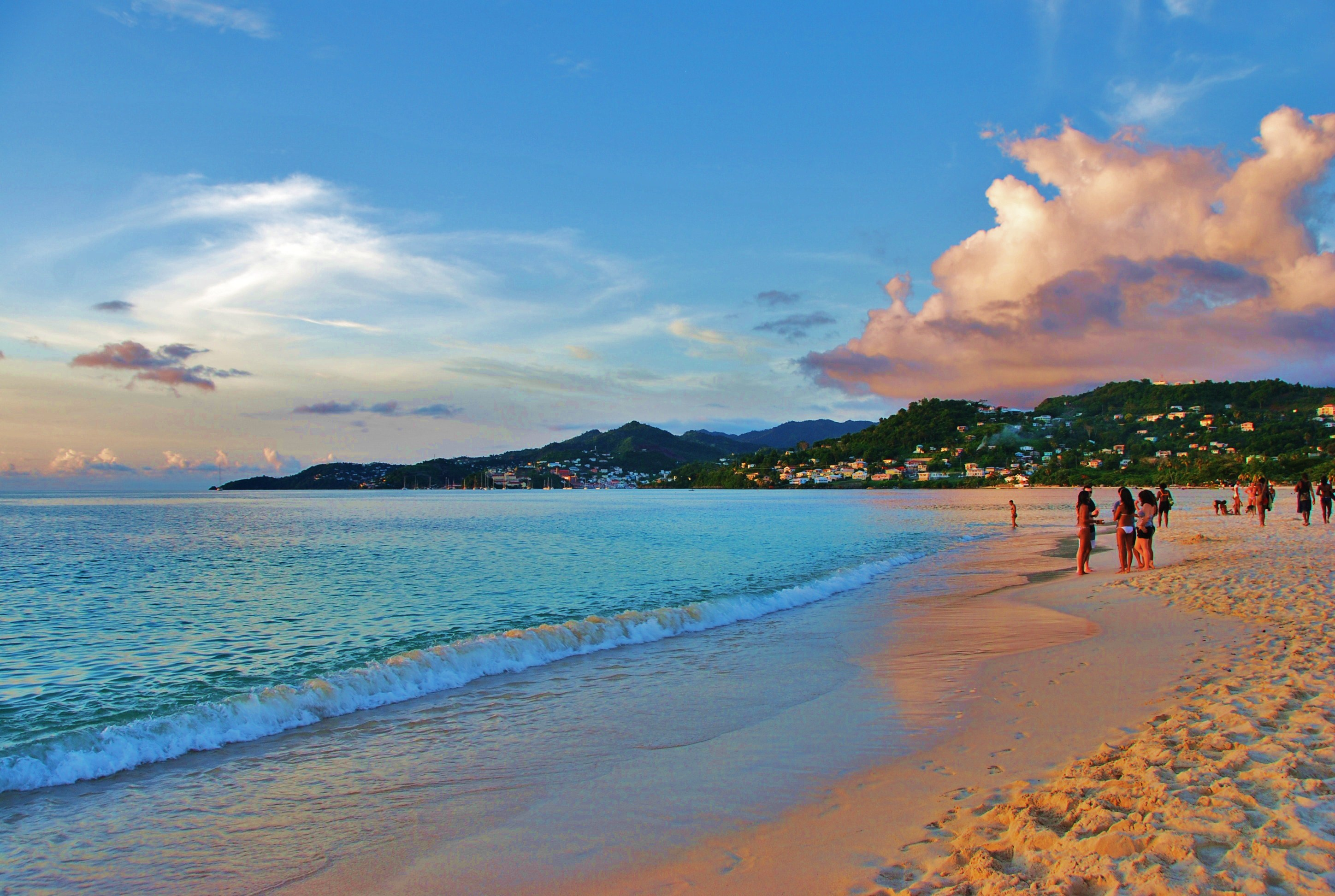
Bờ biển Grand Anse, Giáo xứ Saint George, Grenada, Tây Ấn

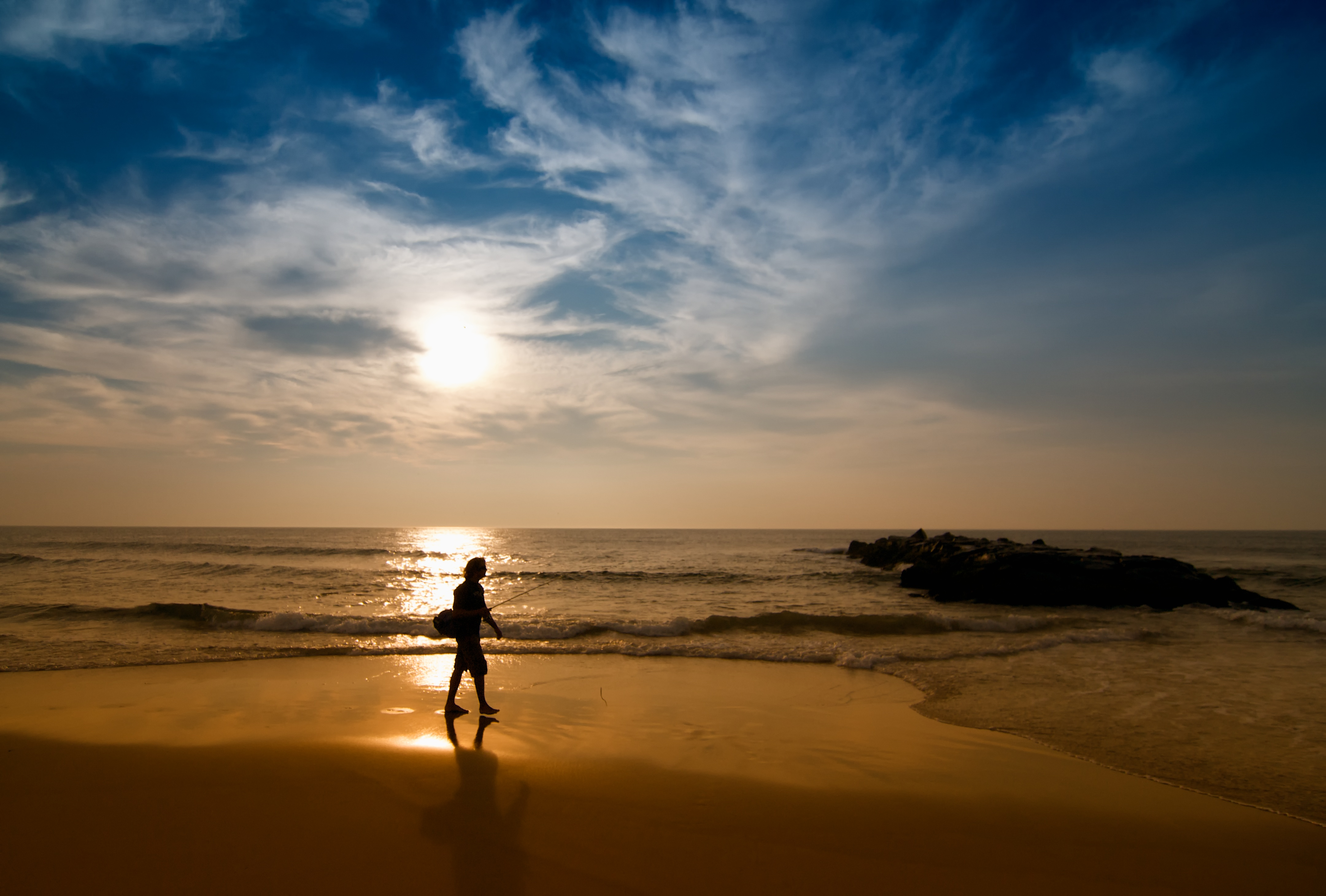
Bình minh trên bờ Jersey tại Spring Lake, New Jersey, US

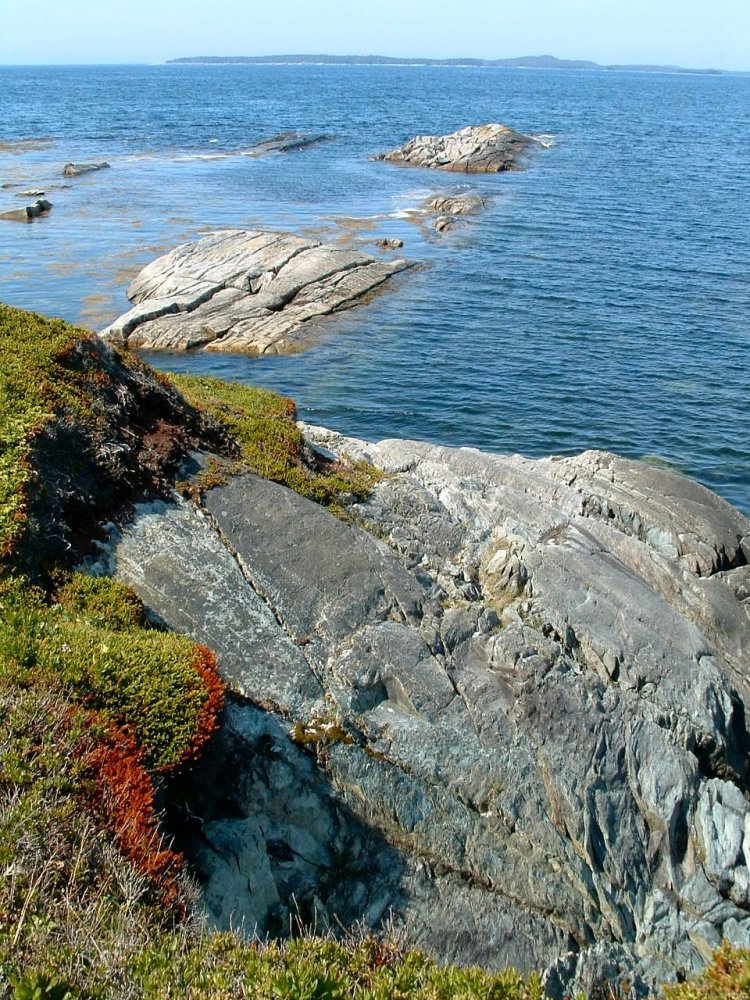
Bờ biển đá của Công viên tỉnh Taylor Head ở Bờ Đông, Nova Scotia, Canada

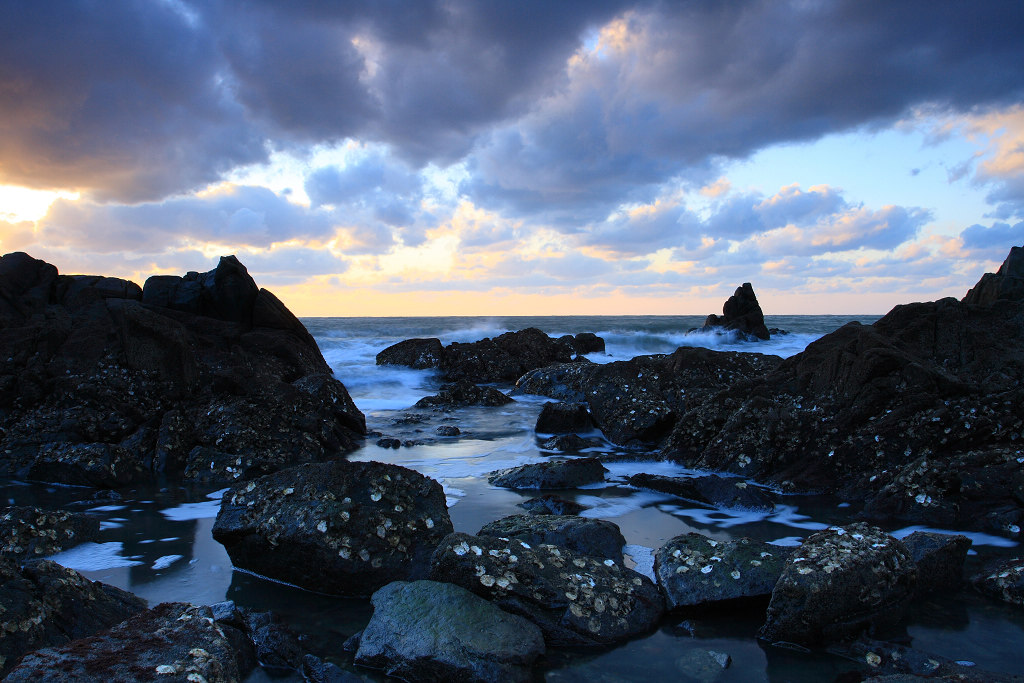
Bờ tại công viên địa chất Heishijiao, Đại Liên, Trung Quốc

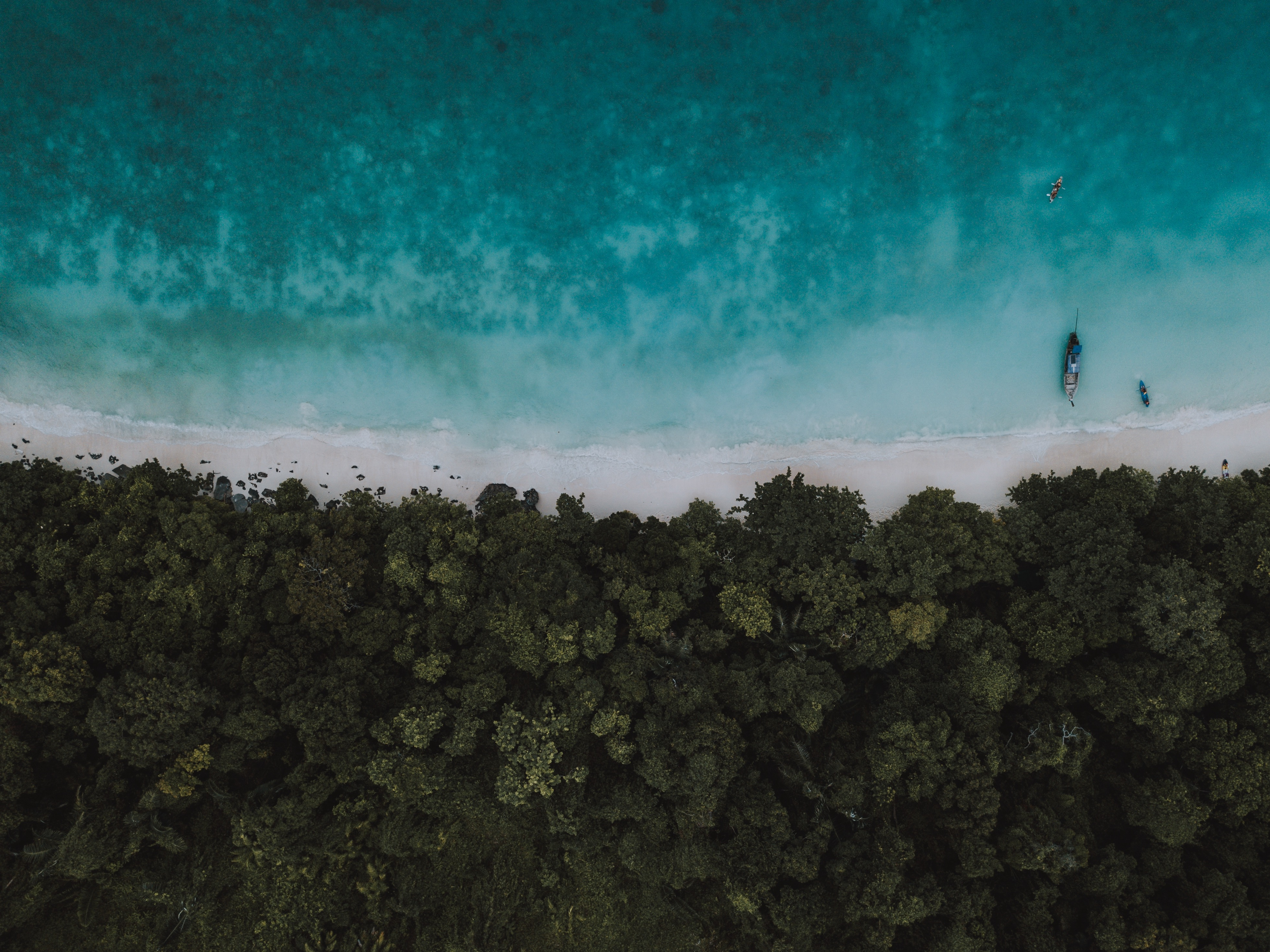
Ảnh chụp từ trên cao của bờ biển tại Quần đảo Phi Phi, Thái Lan

Một bờ hoặc một đường bờ là thuật ngữ để chỉ rìa đất ở rìa của một khối nước lớn, chẳng hạn như đại dương, biển hoặc hồ. Trong hải dương học vật lý, bờ là rìa rộng hơn được điều chỉnh về mặt địa chất do tác động của cơ thể của nước trong quá khứ và hiện tại, trong khi bãi biển nằm ở rìa bờ, đại diện cho vùng liên triều nơi có một. Trái ngược với bờ biển, một bờ có thể giáp bất kỳ vùng nước nào, trong khi bờ biển phải giáp một đại dương; theo nghĩa đó, bờ biển là một loại bờ; Tuy nhiên, bờ biển thường dùng để chỉ một khu vực xa rộng hơn so với bờ, thường kéo dài dặm vào nội thất.
Bờ biển bị ảnh hưởng bởi địa hình của cảnh quan xung quanh, cũng như do xói mòn do nước, như sóng. Thành phần địa chất của đá và đất quyết định loại bờ được tạo ra.

## Rivier
Riviera là một từ tiếng Ý có nghĩa là "bờ biển", cuối cùng có nguồn gốc từ ripa trong tiếng Latin ("bờ sông"). Nó được sử dụng như là một tên thích hợp cho bờ biển của Ligurian, dưới dạngriviera ligure, sau đó rút ngắn thành Riviera. Trong lịch sử, Ligurian Riviera kéo dài từ Capo Corvo (Punta Bianca) phía nam Genova, phía bắc và phía tây vào lãnh thổ của Pháp ngày nay chạy qua Monaco và đôi khi đến tận vùng Marseilles. Bây giờ, nó được chia thành vùng bờ của Ý và vùng bờ của Pháp, mặc dù người Pháp sử dụng thuật ngữ "Riviera" để chỉ vùng đất nước Ý và gọi phần tiếng Pháp là "Côte Guyzur".
Là kết quả của sự nổi tiếng của Ligurian Rivieras, thuật ngữ này được sử dụng bằng tiếng Anh để chỉ bất kỳ bờ biển nào, đặc biệt là một nơi có nắng, đa dạng về địa hình và phổ biến với khách du lịch. Những nơi như vậy sử dụng thuật ngữ này bao gồm Bờ biển Úc ở Queensland và Bờ biển Thổ Nhĩ Kỳ dọc theo Biển Aegean.

## liên kết ngoài
- Tư liệu liên quan tới Shores tại Wikimedia Commons
- "shore". The American Heritage Dictionary of the English Language (ấn bản thứ 4). 2000. Bản gốc lưu trữ ngày 8 tháng 5 năm 2009.
- "shore". Merriam-Webster Online. 2009.